# Alucita butleri
Alucita butleri là một loài bướm đêm thuộc họ Alucitidae. Loài này có ở Nam Phi.